# Универсальная адресная система
Универсальная адресная система (англ. Natural Area Code, сокр. NAC, в русской транслитерации НАК) — это запатентованная система геокодирования для определения площади или объёма в любой точке Земли. Использование тридцати буквенно-цифровых последовательностей, а не только десяти цифр, делает УАС-код короче, чем его аналог в системе широты и долготы.

## Двумерные системы
Вместо численного значения долготы и широты в УАС используется сетка из 30 строк и 30 столбцов, каждая ячейка которой обозначается цифрами 0-9 и двадцатью согласными латинского алфавита. Таким образом закладывается более подробная адресация. В УАС ячейка (или блок) может быть многократно разбита на более мелкие УАС-сетки, чтобы получить сколь угодно малую область, с учетом ограничения в ±1 м по данным всемирной геодезической системы (Мировая Геодезическая Система) 1984 года.
НАК-код (далее «Код») описывает местоположение участка на земле — чем длиннее Код, тем меньше площадь участка. Десятисимвольный Код может однозначно указать на любое здание, дом или неподвижный объект. Восьмисимвольный Код указывает на площадь размером не более 25 метров на 50 метров, в то время как десятисимвольный Код — на площадь размером не более 0,8 метра на 1,6 метра.
Используя тридцатеричную систему счисления, УАС использует альтернативный метод, который исключает гласные и позволяет избежать возможной путаницы между «0» (ноль) и «O» (заглавной «о»), и «1» (один) и «I» (заглавной буквы «i»):
| Десятичная     | 0  | 1  | 2  | 3  | 4  | 5  | 6  | 7  | 8  | 9  | 10 | 11 | 12 | 13 | 14 |  |  |  |
| Тридцатеричная | 0  | 1  | 2  | 3  | 4  | 5  | 6  | 7  | 8  | 9  | B  | C  | D  | F  | G  |  |  |  |
|                |    |    |    |    |    |    |    |    |    |    |    |    |    |    |    |  |  |  |
| Десятичная     | 15 | 16 | 17 | 18 | 19 | 20 | 21 | 22 | 23 | 24 | 25 | 26 | 27 | 28 | 29 |  |  |  |
| Тридцатеричная | H  | J  | K  | L  | M  | N  | P  | Q  | R  | S  | T  | V  | W  | X  | Z  |  |  |  |

Например, десятисимвольный Код центра Брюссельского столичного региона — HBV6R RG77T.

## Расширение до трех измерений
Полная УАС обеспечивает третью координату — высоту. Эта координата — арктангенс высоты относительно радиуса Земли.
Считается, что нулевая точка (000…) находится в центре Земли, середина (H00…) — на расстоянии локального радиуса планеты, то есть на земной поверхности, а конечная точка (ZZZ…) — в бесконечности.
Например, трехмерный Код центра Брюссельского столичного региона, на уровне земли — HBV6R RG77T H0000.